# آرچیبالد راد
آرچیبالد راد (انگلیسی: Archibald Rudd؛ 1887 – 12 november ۱۹۵۷ (۶۹−۷۰ سال)) بازیکن فوتبال بود.
از باشگاه‌هایی که در آن بازی کرده‌است می‌توان به باشگاه فوتبال گریمزبی تاون اشاره کرد.